# Armia Czerwona (stan na 17 września 1939)
Armia Czerwona – ordre de bataille
Zestawienie przedstawia ordre de bataille oddziałów Armii Czerwonej (RKKA) przeznaczonych do agresji na Polskę (17 września 1939).

## Dane liczbowe
| Armia/Front              | Liczebność | Działa i moździerze | Czołgi |
| ------------------------ | ---------- | ------------------- | ------ |
| Front Białoruski         | 378 tys.*  | 3 160*              | 2 406  |
| 3 Armia                  | 121 968    | 752                 | 743    |
| 11 Armia                 | 90 tys.*   | 520*                | 265    |
| Zmechanizowana kawaleria | 65 595     | 1 234               | 834    |
| 10 Armia                 | 42 135     | 330                 | 28     |
| 4 Armia                  | 40 365     | 184                 | 508    |
| 23 Korpus Strzelecki     | 18 547     | 147                 | 28     |
| Front Ukraiński          | 238 978    | 1792                | 2330   |
| 5 Armia                  | 80 844     | 635                 | 522    |
| 6 Armia                  | 80 834     | 630                 | 675    |
| 12 Armia                 | 77 300     | 527                 | 1 133  |
| Razem                    | 617 tys.*  | 4950*               | 4736   |

*szacunkowo
- Źródło: Мельтюхов Советско-польские...  Часть третья. Сентябрь 1939 года Таблица 28. Численность советских войск на 17 сентября 1939 г. str. 299

## Skład armii i frontów oraz ich dowódcy

### Front Białoruski
Dowódca: komandarm Michaił Kowalow
- 3 Armia- d-ca komkor Wasilij Iwanowicz Kuzniecow
  - Grupa Połocka
    - 5 Dywizja Strzelecka
    - 24 Dywizja Kawalerii
    - 22 Brygada Pancerna
    - 25 Brygada Pancerna

  - 4 Korpus Strzelecki
    - 27 Omska Dywizja Strzelecka
    - 50 Dywizja Piechoty
- 4 Armia- d-ca komdiw Wasilij Czujkow
  - 23 Korpus Piechoty
    - 52 Dywizja Strzelecka

  - 8 Dywizja Strzelecka
  - 143 Dywizja Strzelecka
  - 29 Brygada Pancerna
  - 32 Brygada Pancerna
  - Flotylla Dnieprzańska
- 10 Armia- d-ca komkor Iwan Zacharkin
  - 11 Korpus Piechoty
    - 6 Dywizja Strzelecka
    - 33 Dywizja Strzelecka
    - 121 Dywizja Strzelecka
- 11 Armia – d-ca komkor Nikifor Wasiljewicz Miedwiediew
  - Mińska Grupa Szybka
    - III Korpus Kawalerii
      - 7 Dywizja Kawalerii
      - 36 Dywizja Kawalerii
      - 6 Brygada Pancerna

    - 16 Korpus Piechoty
      - 2 Dywizja Strzelecka
      - 100 Dywizja Strzelecka

  - Dzierżyńska Grupa Konno-Zmechanizowana
    - VI Kozacki Korpus Kawalerii
      - 4 Dywizja Kawalerii
      - 6 Dywizja Kawalerii
      - 11 Dywizja Kawalerii

    - 15 Korpus Czołgów
      - 2 Brygada Pancerna
      - 21 Brygada Pancerna
      - 27 Brygada Pancerna
      - 20 Brygada Strzelców Zmotoryzowanych

    - 5 Korpus Piechoty
      - 4 Dywizja Strzelecka
      - 13 Dywizja Strzelecka
- Wojska Ochrony Pogranicza Białorusi - d-ca gen. brygady Iwan Bogdanow

Już w trakcie działań do Frontu Białoruskiego włączono 3 korpusy strzelców, 17 dywizji strzelców i brygadę pancerną

### Front Ukraiński
Dowódca: komandarm Siemion Timoszenko
- 5 Armia (Szepietowska Grupa Armijna) – d-ca komdiw Iwan Sowietnikow
  - 8 Korpus Piechoty
    - 45 Dywizja Strzelecka
    - 60 Dywizja Strzelecka
    - 87 Dywizja Strzelecka

  - 15 Korpus Piechoty
    - 44 Dywizja Strzelecka
    - 81 Dywizja Strzelecka
    - 36 Brygada Pancerna (czołgi T-26)
- 6 Armia (Wołoczyska Grupa Armii) – d-ca komkor Filipp Golikow
  - II Korpus Kawalerii
    - 3 Dywizja Kawalerii
    - 5 Dywizja Kawalerii
    - 14 Dywizja Kawalerii
    - 24 Brygada Pancerna (czołgi BT)

  - 17 Korpus Piechoty
    - 96 Dywizja Strzelecka
    - 97 Dywizja Strzelecka
    - 10 Brygada Pancerna (czołgi T-28)
    - 38 Brygada Pancerna
- 12 Armia (Kamieniecka Grupa Armii) – d-ca komkor Iwan Tiuleniew
  - IV Korpus Kawalerii
    - 32 Dywizja Kawalerii
    - 34 Dywizja Kawalerii
    - 26 Brygada Pancerna (czołgi T-26)

  - V Korpus Kawalerii
    - 9 Dywizja Kawalerii
    - 16 Dywizja Kawalerii
    - 23 Brygada Pancerna (czołgi BT)

  - 25 Korpus Pancerny
    - 4 Brygada Pancerna (czołgi BT)
    - 5 Brygada Pancerna (czołgi BT)
    - 1 Brygada Strzelców Zmotoryzowanych

  - 13 Korpus Piechoty
    - 72 Dywizja Strzelecka
    - 99 Dywizja Strzelecka
- Wojska Ochrony Pogranicza Ukrainy – d-ca gen. dywizji Wasilij Osokin

Już w trakcie działań do Frontu Ukraińskiego włączono Armijną Grupę Kawalerii, 8 korpusów strzelców, 27 dywizji strzelców i 2 brygady pancerne.

## Siły razem
Siły radzieckie łącznie liczyły: 
- 7 armii
- 17 korpusów
- 20 dywizji strzeleckich
- 13 dywizji kawalerii
- 2 brygady strzelców zmotoryzowanych
- 13 brygad pancernych
- flotyllę rzeczną
- lotnictwo

W sumie ok. 620 000 żołnierzy, 4 700 czołgów i 3 300 samolotów